# Speedo
Pour les articles homonymes, voir Speedo (homonymie).
Speedo International Ltd. est un fabricant et distributeur australien de vêtements de bain et d'accessoires pour la natation basé à Nottingham, en Angleterre. Fondée à Sydney, en Australie, en 1914 par Alexander MacRae, un émigré écossais, la société leader du secteur est désormais une filiale du groupe britannique Pentland. Aujourd'hui, la marque Speedo produit des maillots de bain, lunettes de protection ainsi que des montres-bracelets. La marque Speedo est fabriquée et commercialisée en Amérique du Nord sous le nom de Speedo USA par PVH.
Conformément à ses racines australiennes, Speedo utilise un boomerang comme symbole. En raison de leur succès dans l'industrie du maillot de bain, le mot "Speedo" est devenu synonyme de maillot de bain de course.

## Histoire

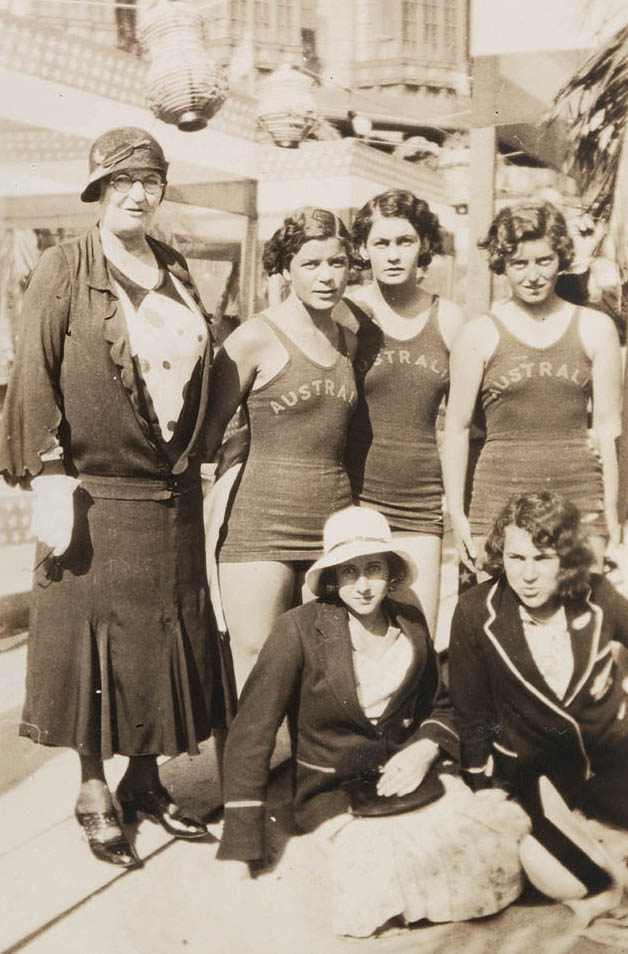
Les nageuses australiennes Bonnie Mealing, Clare Dennis, Frances Bult avec les sprinteuses Eileen Wearne et Thelma Kench aux Jeux olympiques de 1932 à Los Angeles

### Les usines à tricoter Speedo
Le fondateur de la société, Alexander MacRae, émigre d'Écosse vers Sydney en Australie, en 1910. Travaillant à l'origine comme laitier, il fonde MacRae and Company Hosiery quatre ans plus tard, fabriquant des sous-vêtements sous la marque Fortitude. Le besoin de chaussettes de l'armée australienne pendant la Première Guerre mondiale fournit à MacRae suffisamment de travail pour se développer et en 1927, sa première ligne de vêtements de bain, appelée « costume de pilote de course », est introduite. L'année suivante, un concours organisé par le personnel de MacRae pour trouver un nom est remporté par le capitaine Parsons, qui reçoit 5 £ pour son slogan « Speed on in your Speedos ». Le nom de la marque est créé et la société est renommée Speedo Knitting Mills.
L'épaule ouverte et le dos dégagé, à la fois controversés et révolutionnaires, du style racerback, permettant une plus grande liberté de mouvement dans l'eau sont rapidement adoptés par les nageurs de compétition, bien qu'ils soient interdits sur certaines plages. En 1932, Speedo fait ses débuts olympiques lorsque l'Australienne Clare Dennis, âgée de 16 ans, remporte le 200m brasse féminin aux Jeux olympiques de Los Angeles. Après avoir presque été disqualifiée pour avoir « trop montré de l'épaule » dans son maillot de bain réglementaire en soie Speedo, Clare Dennis établit un record du monde de 3:06,3. Les Jeux d’été de 1936 à Berlin font également l'objet d’une controverse, puisque l’équipe australienne de natation présente pour la première fois des maillots de bain sans chemise. Également en 1936, Alexander MacRae s'implique dans la Surf Life Saving Association. À ce jour, Speedo continue de soutenir l'association qui promeut la sécurité dans l'eau et fournit des services de sauvetage en surf.
Deux ans plus tard, le fondateur de l'entreprise, Alexander MacRae, meurt à l'âge de 50 ans.

### Expansion d'après-guerre
Après avoir consacré l'essentiel de ses ressources à l'effort de guerre pendant la Seconde Guerre mondiale, Speedo connaît une forte demande de maillots de bain après-guerre, en particulier le style de bikini récemment inventé. La société s'installe rapidement en tant que leader dans la fabrication de vêtements de bain et suscite de nouveau la controverse lorsque ses deux pièces sont interdits par les inspecteurs australiens des plages. En 1951, Speedo Knitting Mills (Holdings) Ltd. est constituée en société et est introduite à la bourse de Sydney.  En 1955, le nylon est utilisé pour la première fois dans les maillots de bain de la société et l'année suivante, la marque de plus en plus populaire de maillots de bain revient aux Jeux olympiques lorsque son pays d'origine accueille les Jeux d'été de Melbourne. L'équipe australienne de natation masculine parrainée par Speedo remporte huit médailles d'or et apporte une nouvelle notoriété mondiale à la société, qui a lancé le slip de bain qui devient synonyme du nom de la marque. En 1957, Speedo dispose d'une licence exclusive pour la fabrication et la distribution de sous-vêtements pour hommes de la marque Jockey en Australie. La société achève les années 1950 en exportant aux États-Unis et en explorant les opportunités potentielles en Amérique du Sud, en Europe, en Nouvelle-Zélande et au Japon .
La fin des années 1950 marque également le début d'un partenariat commercial durable qui se poursuit encore de nos jours. En 1958, Speedo commence à fabriquer la ligne de vêtements de ski White Stag de Warnaco aux États-Unis. En échange, White Stag devient en 1961 le distributeur exclusif des vêtements de bain Speedo aux États-Unis. Grâce à White Stag, la gamme de produits de Speedo s'élargit pour inclure les vêtements de sport pour hommes et pour femmes. Au milieu des années 1960, Speedo acquiert 30 % de la société de textile britannique Robert Shaw and Company Ltd. à Nottingham et crée une filiale européenne. Des licences sont également accordées à des sociétés japonaises et sud-américaines. Aux Jeux olympiques d'été de 1968 à Mexico, 27 des 29 médaillés d'or, dont 22 établissent des records du monde, portent des maillots de bain de marque Speedo.
Speedo commence la décennie suivante en finalisant l'acquisition de Robert Shaw and Company en 1971. Les années 1970 voient également la société pionnière utiliser de l'élasthanne et l'utilisation de la marque pour battre les records olympiques se poursuit aux Jeux de Munich de 1972 et de 1976 à Montréal, où Speedo détient une licence officielle de vêtements de bain.
Le 26 janvier 1981, à l'occasion de l'Australia Day, l'institut australien du sport ouvre ses portes à Canberra, avec Speedo comme premier sponsor officiel. Également au début de la décennie, Speedo fournit du matériel et une formation à la Chine pour aider le pays communiste à revenir aux Jeux olympiques pour la première fois depuis 1958. Au cours de la décennie, la marque étend ses activités en Europe en octroyant des licences de production en Italie, en Espagne, en Suède et dans d'autres pays, portant sa distribution totale à 112 pays.

### Époque moderne
En 1990, le groupe britannique de vêtements de sport Pentland Group, qui venait de vendre ses actions de la société de chaussures de sport Reebok, acquiert une participation importante dans la filiale de Warnaco, Authentic Fitness, titulaire de la licence exclusive nord-américaine de Speedo. Pentland achète ensuite 80 % de Speedo (Europe) Ltd. Au début de l'année suivante, Pentland achève son entrée dynamique sur le marché mondial du vêtement de bain en faisant l'acquisition de Speedo Australia et de Speedo International. Dans le giron de de Pentland, Speedo élargit sa gamme de vêtements de bain pour inclure des vêtements de plage plus orientés mode ainsi que des accessoires de triathlon.
Sous la nouvelle direction de l’entreprise, Speedo poursuit jusqu'aux années 1990 sa tradition gagnante consistant à utiliser une technologie de pointe pour réduire la traînée dans l'eau et augmenter la vitesse. La décennie voit la création de la combinaison S2000 à faible résistance, de la ligne Endurance résistante au chlore ainsi que de la série Aquablade, portée par plus des trois quarts des gagnants des médailles aux Jeux d'été d'Atlanta de 1996.

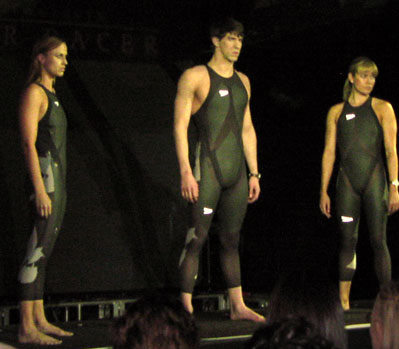
Michael Phelps (au centre) dévoile la combinaison Speedo LZR Racer.

Speedo commence le XXIe siècle avec l'introduction de son maillot de bain Fastskin et, une fois encore, bat des records du monde lorsque les Jeux d'été se déroulent dans la ville natale du leader du maillot de bain. Le site Web de la société se vante de ce que 13 athlètes sur 15 ayant battu des records de natation aux Jeux olympiques de Sydney en 2000 sont des athlètes portant des produits Speedo. Trois ans plus tard, Speedo célèbre son 75e anniversaire avec des lignes spéciales à édition limitée approuvées par Jerry Hall, Naomi Campbell et d'autres. En 2004, Michael Phelps porte à Athènes le Fastskin II, la dernière évolution de la série Fastskin, à devenir le premier nageur à remporter huit médailles. Phelps renouvelle cette performance quatre ans plus tard, remportant huit médailles d'or à Pékin, tout en portant la combinaison Speedo LZR Racer,. En 2010, la société lance Speedo Sculpture ShapeLine, une nouvelle gamme de maillots de bain moulants pour femmes.

## Produits
Bien que le nom de marque Speedo soit souvent générisé pour désigner n'importe quel style de slip de bain pour homme, celui-ci représente moins de 2 % des ventes de la société. Le nom Speedo figure sur une vaste gamme de styles de maillots de bain pour hommes, femmes et enfants, axés sur la performance et le style. Speedo propose également une gamme de vêtements de sport, de chaussures et d’accessoires allant des lunettes de natation à l’électronique. De plus, Speedo International propose une gamme de sous-vêtements pour hommes et Speedo Australia propose une gamme de sous-vêtements appelée Speedo Underbody pour hommes et femmes, vendus uniquement dans certains magasins de vente au détail David Jones.

### Accessoires
Speedo propose une large gamme d'accessoires de natation, comprenant plus de soixante-dix modèles de lunettes de protection, plusieurs modèles de montres, lunettes de soleil et serviettes. En outre, Speedo propose plusieurs gammes d’aides aquatiques pour l'aquagym et la natation pour enfants et adultes, ainsi que des masques de plongée, des tubas et des nageurs. Speedo International propose une gamme d'équipements de jeux de plage non proposés sur le site Web de SpeedoUSA.

### Chaussures
La marque Speedo peut être trouvée sur une grande variété de chaussures, y compris des sandales, des tongs et des chaussures d'eau. Speedo USA propose des baskets imperméables pour les exercices d'aquaforme.

### Speedo Digital
La gamme d'accessoires Speedo Digital comprend les lecteurs de musique numériques imperméables Aquabeat et LZR Racer Aquabeat et les accessoires associés, qui sont fabriqués par la société de produits électroniques grand public sud-coréenne Iriver. [23] L'offre électronique de Speedo comprend également l'appareil photo numérique étanche Auquashot.